# Почётный гражданин города Арзамас
Почётный граждани́́н Арзама́са — личное пожизненное почётное звание. Этого звания могут быть удостоены граждане, тесно связанные по характеру своей жизни, деятельности, работы с городом Арзамасом, за особые заслуги перед жителями и выдающийся вклад в экономику, общественную, научную и культурную деятельность, направленную на благо и развитие города, однократно.

## Список почётных граждан Арзамаса

### 1968 год
- Гайдар Аркадий Петрович (22 января 1904 — 26 октября 1941) — русский советский детский писатель, сценарист и прозаик, журналист, военный корреспондент. Участник Гражданской и Великой Отечественной войн. В Арзамасе прошли его детство и юность. Город стал второй родиной писателя, местом, где он черпал творческие силы, находил источник вдохновения.[1]

### 1978 год
- Стрелов Виктор Александрович (1938-2020) — депутат Верховного Совета СССР[2]

### 1988 год
- Пландин Павел Иванович (1918—1987) — генеральный директор Арзамасского приборостроительного завода Официальный сайт АПЗ Архивная копия от 13 марта 2018 на Wayback Machine(1958-1987), лауреат Ленинской премии (1985) Нижегородский некрополь Архивная копия от 12 марта 2018 на Wayback Machine

### 1989 год
- Мирошников Михаил Александрович (1925—2016) — советский хозяйственный деятель и авиаконструктор, главный конструктор ОКБ «Темп»[3]

### 1990 год
- Литвиненко, Иван Дмитриевич (1923—2003) — советский военнослужащий, военный комиссар города Арзамас с 1962 по 1972 год[2]

### 1993 год
- Горшков Юрий Иванович (25 мая 1928 – 1 июля 2011) — заслуженный врач РСФСР, доктор медицинских наук, хирург, заведующим хирургическим отделением больницы скорой медицинской помощи им. М.Ф. Владимирского.[4]

### 1995 год
- Верхоглядов Дмитрий Дмитриевич (26 октября 1918 – 2 февраля 2008) — первый секретарь Арзамасского горкома КПСС (1962 — 1976), руководитель Арзамасского ремонтно-механического завода («Коммаш»), участник Великой Отечественной войны, общественный деятель.  [5]

### 1996 год
- Вахтеров Василий Порфирьевич (13 (25) января 1853 — 3 апреля 1924) — российский педагог, учёный, методист начальной школы, деятель народного образования. Уроженец Арзамаса. Внес значительный вклад в педагогическую теорию и практику. Во многом определил систему и направление работы народных школ и всеобщего образования пореформенной России. [6]

### 1999 год
- Ерофеева Зоя Ефимовна (21 февраля 1920 — 9 августа 2007) — с 1959 по 1970 гг. директор Арзамасского историко-художественного музея, 1970—1995 гг. директор литературно-мемориальный музей А. П. Гайдара г. Арзамаса, заслуженный работник культуры РСФСР.[7][8]

### 2006 год
- Гаврилов Юрий Васильевич (23 января 1946) — директор Арзамасского автопассажирского предприятия, заслуженный работник автотранспорта.[9]

### 2008 год
- Балакин Михаил Фёдорович (27 ноября 1938 – 12 декабря 2020) — первый секретарь Арзамасского горкома КПСС (1976 — 1989), кандидат экономических наук, педагог, общественный деятель. Внес весомую лепту в развитие и благоустройство Арзамаса — именно за период его руководства городом были возведены многие микрорайоны, заложены основы современного облика. [10]

### 2009 год
- Сорокин Алексей Иванович (28 марта 1922 – 04 марта 2020) — адмирал флота, участник Великой Отечественной войны, лауреат Государственной премии Российской Федерации имени Маршала Советского Союза Г.К.Жукова.

### 2015 год
- Гордеевцев Игорь Александрович (22 июля 1934 - 10 сентября 2022) — заслуженный работник культуры РФ, руководитель Арзамасского общественного совета по сохранению историко-культурного наследия, депутат Арзамасского городского совета и городской Думы. Возглавлял редакцию газеты «Арзамасская правда».[11]

### 2016 год
- Ашурбейли Игорь Рауфович (9 сентября 1963) — российский предприниматель, доктор технических наук, меценат. Внес значительный вклад в реализацию программы «Арзамасские купола».[12]